# دوري السوبر الألباني 1956
دوري السوبر الألباني 1956 (بالألبانية: Kategoria e Parë 1956‏) هو الموسم 19 من دوري السوبر الألباني. أشرف على تنظيمه اتحاد ألبانيا لكرة القدم، وكان عدد الأندية المشاركة فيه 9، وفاز فيه دينامو تيرانا.